# Puncturella profundi
Puncturella profundi är en snäckart som beskrevs av John Gwyn Jeffreys 1877. Puncturella profundi ingår i släktet Puncturella och familjen nyckelhålssnäckor. Inga underarter finns listade i Catalogue of Life.